# The gentle art of music
The gentle art of music is een verzamelalbum van de Duitse progressieve rockband RPWL. De muziekgroep bestond in 2010 tien jaar (de voorloper Violet District niet meegerekend). Men bracht daarom een verzamelalbum uit, waarbij deel 1 bestond uit opnamen die al eerder waren uitgegeven en deel 2 remixes en alternatieve uitvoeringen aangevuld met twee nieuwe tracks.   

## Muziek
| Nr. | Titel                           | Duur  |
| --- | ------------------------------- | ----- |
| 1.  | Hole in the sky                 | 7:29  |
| 2.  | Crazy lane                      | 4:41  |
| 3.  | I don’t know                    | 4:02  |
| 4.  | Home again                      | 9:04  |
| 5.  | The gentle art of swimming      | 10:18 |
| 6.  | Sun in the sky                  | 4:21  |
| 7.  | Roses                           | 6:36  |
| 8.  | Wasted land                     | 4:50  |
| 9.  | 3 Lights                        | 8:18  |
| 10. | Silenced                        | 9:53  |
| 11. | Choose what you want to look at | 5:04  |

| Nr. | Titel                   | Duur |
| --- | ----------------------- | ---- |
| 1.  | Sleep                   | 6:40 |
| 2.  | Trying to kiss the sun  | 5:48 |
| 3.  | Moonflower              | 3:55 |
| 4.  | Watching the world      | 3:59 |
| 5.  | Start the fire          | 4:19 |
| 6.  | Farewell                | 5:05 |
| 7.  | World through my eyes   | 7:47 |
| 8.  | Cake                    | 4:17 |
| 9.  | Fool                    | 5:07 |
| 10. | Breathe in, breathe out | 3:50 |
| 11. | Bound to reach the end  | 6:36 |